# Brase
At brase er at dreje en rå, som sidder på en mast, (rundholt/"pind" på et sejlskib rigget med råsejl) i det vandrette plan. 
På en fuldrigger er fremgangsmåden følgende:
1. læ (for vinden). Ender los/løse.
2. evt. overmærsenedhalere los.
3. skøder på ikke satte sejl los.
4. klar i toplenter (styrer kajningen af råen. kaje=sving i lodret plan, op/ned).
5. bras rundt: der hales i den ene bras(tovende) og slækkes i den modsatte bras
6. der sættes på nagle og alle tovender klares op (kvejles op)

| Vandsport/vandtransport | Spire Denne vandsports- eller vandtransportsartikel er en spire som bør udbygges. Du er velkommen til at hjælpe Wikipedia ved at udvide den. |